# Sestri Levante
Sestri Levante (ligurisch Séstri) ist eine italienische Gemeinde mit 17.269 Einwohnern (Stand 31. Dezember 2023) in der Region Ligurien, Metropolitanstadt Genua (GE).

## Geographie

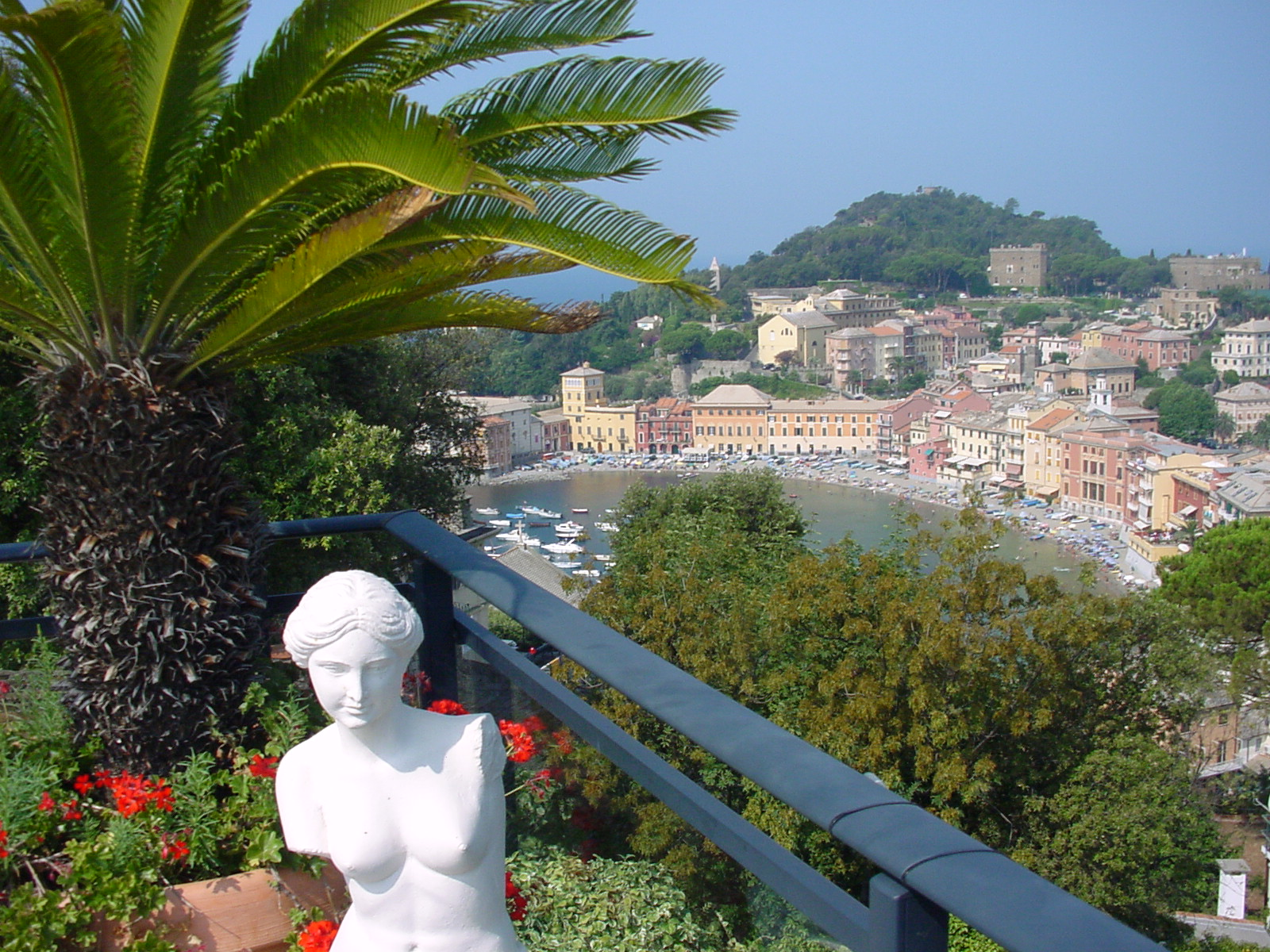
Sestri Levante von oben gesehen

Zwischen Chiavari und Lavagna im Norden und Moneglia im Süden liegt Sestri Levante an der Küste des Golfo Tigullio (Riviera di Levante) an zwei Buchten; seine Altstadt nimmt die vorgelagerte kleine, aufragende Halbinsel Portobello ein. Sestri Levante umfasst mit Vororten eine Fläche von 33,33 km². Direkte Bahnverbindungen bestehen Richtung Westen nach Genua und Richtung Südosten nach La Spezia. Der Monte Castello auf einer dem Stadtgebiet südlich vorgelagerten grünen Halbinsel ragt 285 m hoch hinauf.

### Nachbargemeinden
Die Ortsteile und weitere Nachbargemeinden von Sestri Levante sind Riva Trigoso, Trigoso, San Bartolomeo della Ginestra, Santa Margherita di Fossa Lupara, Pila sul Gromolo, Santa Vittoria, San Bernardo, Villa Cascine di sopra, Villa Cascine di sotto, Villa Costarossa, Villa Libiola, Villa Rovereto, Villa Tassani, Villa Loto, Villa Azaro und Villa Montedomenico.

## Sehenswürdigkeiten

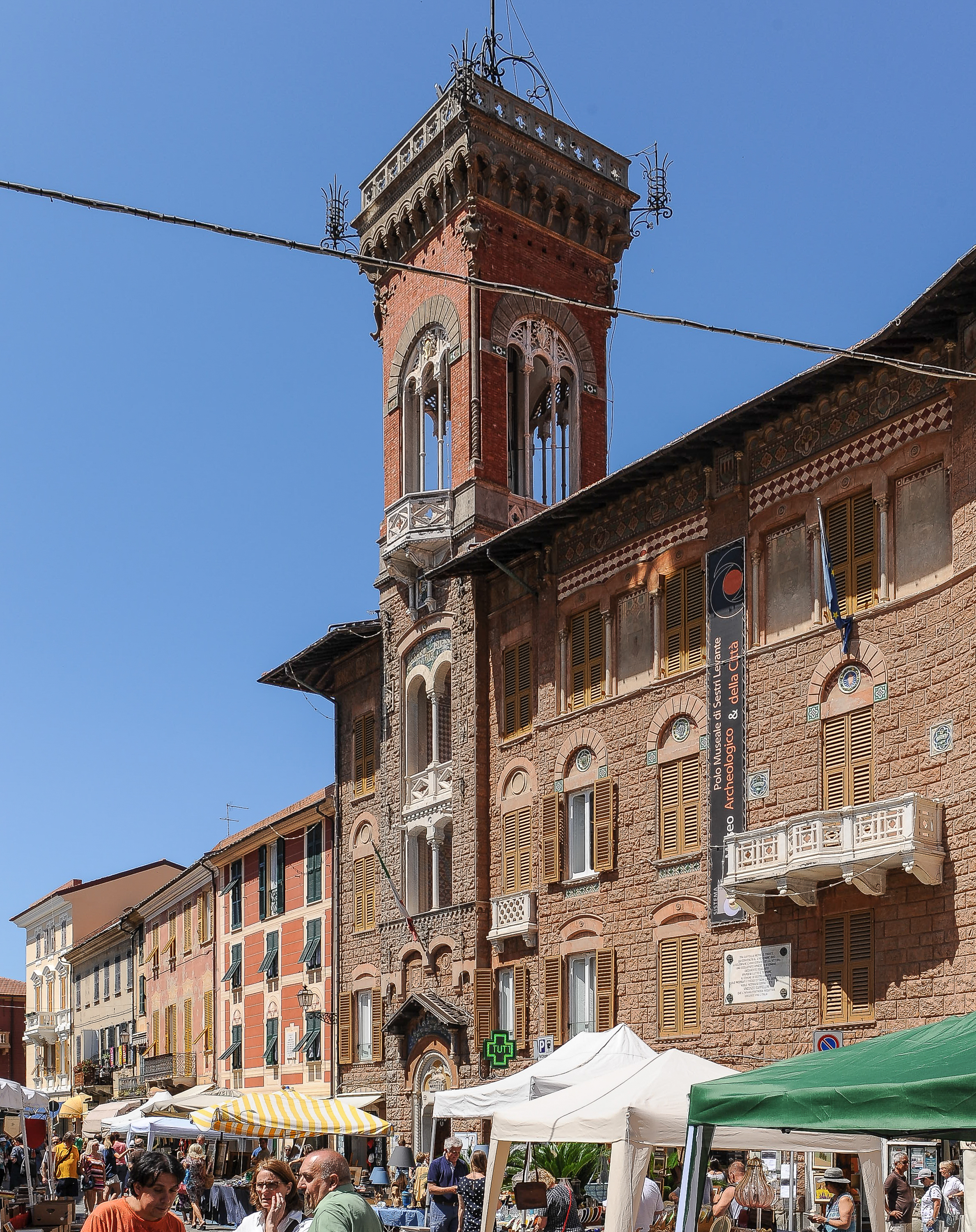
Einkaufsstraße mit Palazzo Fascie Rossi

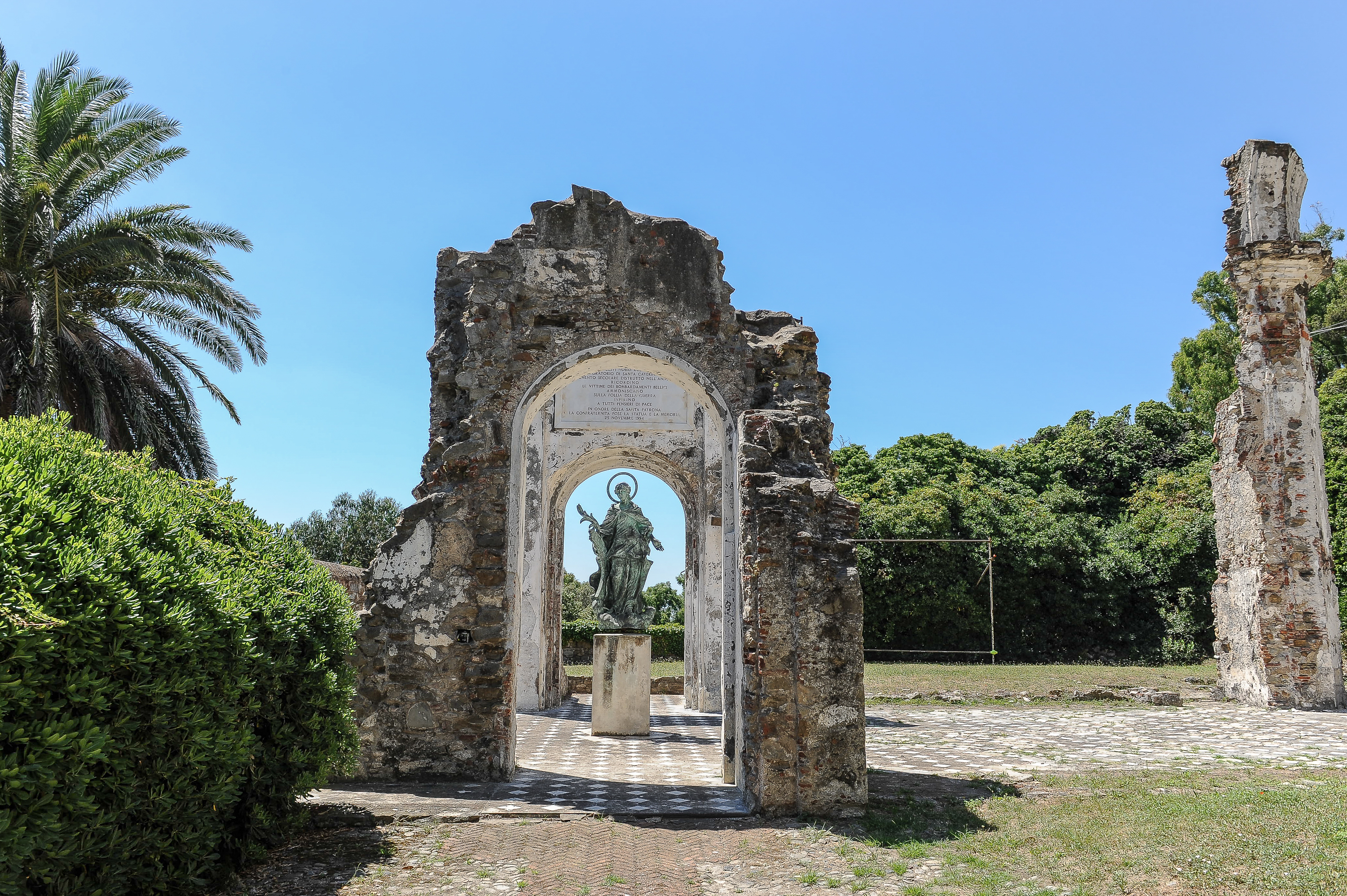
Ruinen des Oratorio di Santa Caterina

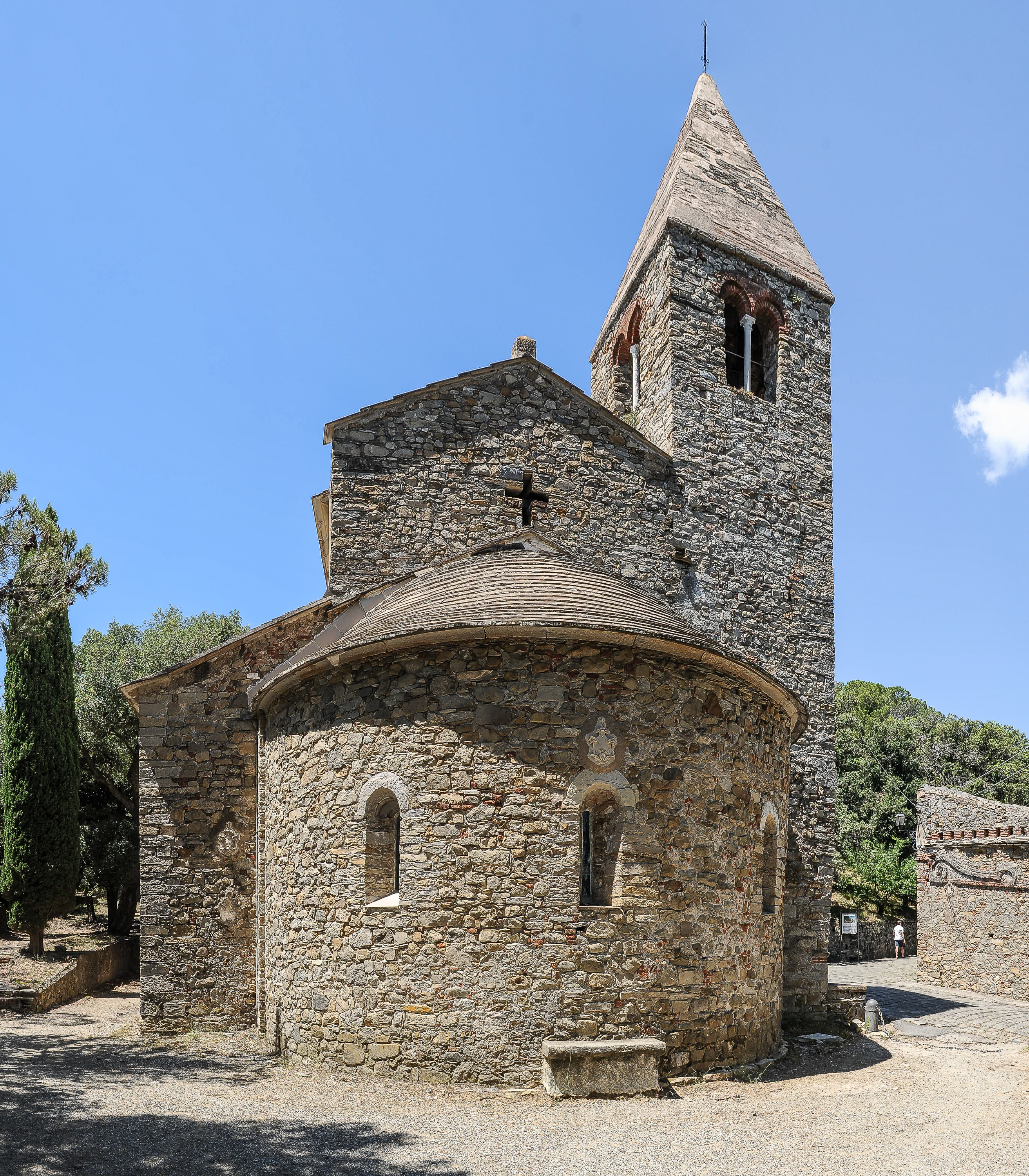
San Niccoló

- Altstadtensemble auf der Halbinsel Portobello
- Galleria Rizzi an der Baia del Silenzio zeigt Möbel eines bürgerlichen Palazzo um 1900 und Gemälde und Skulpturen vom Beginn des 15. Jahrhunderts an
- Convento della Santissima Annunziata (Halbinsel Portobello)
- Palazzo Negrotto Cambiaso (Halbinsel Portobello)
- Basilika Santa Maria di Nazareth
- Berg Monte Castello samt Weg dorthin durch ausgedehnte Parkanlagen und Ausblicken auf den Ort. Die Anlage um ein Hotel ist allerdings nicht für die Öffentlichkeit freigegeben. Am Berg befinden sich auch die Kirche von San Nicoló von ~1151 und die Ruinen des Klosters von Santa Caterina (16. Jahrhundert, 1944 in einem Bombenangriff zerstört).

## Kultur
In Sestri Levante wird jährlich ein nach Hans Christian Andersen benannter Kinderliteraturpreis, der Premio Andersen verliehen. Im späten Frühjahr (Mai/Juni) findet zudem das Andersen-Festival mit Straßentheater auf zahlreichen öffentlichen Plätzen statt. Andersen hielt sich mehrfach hier auf.

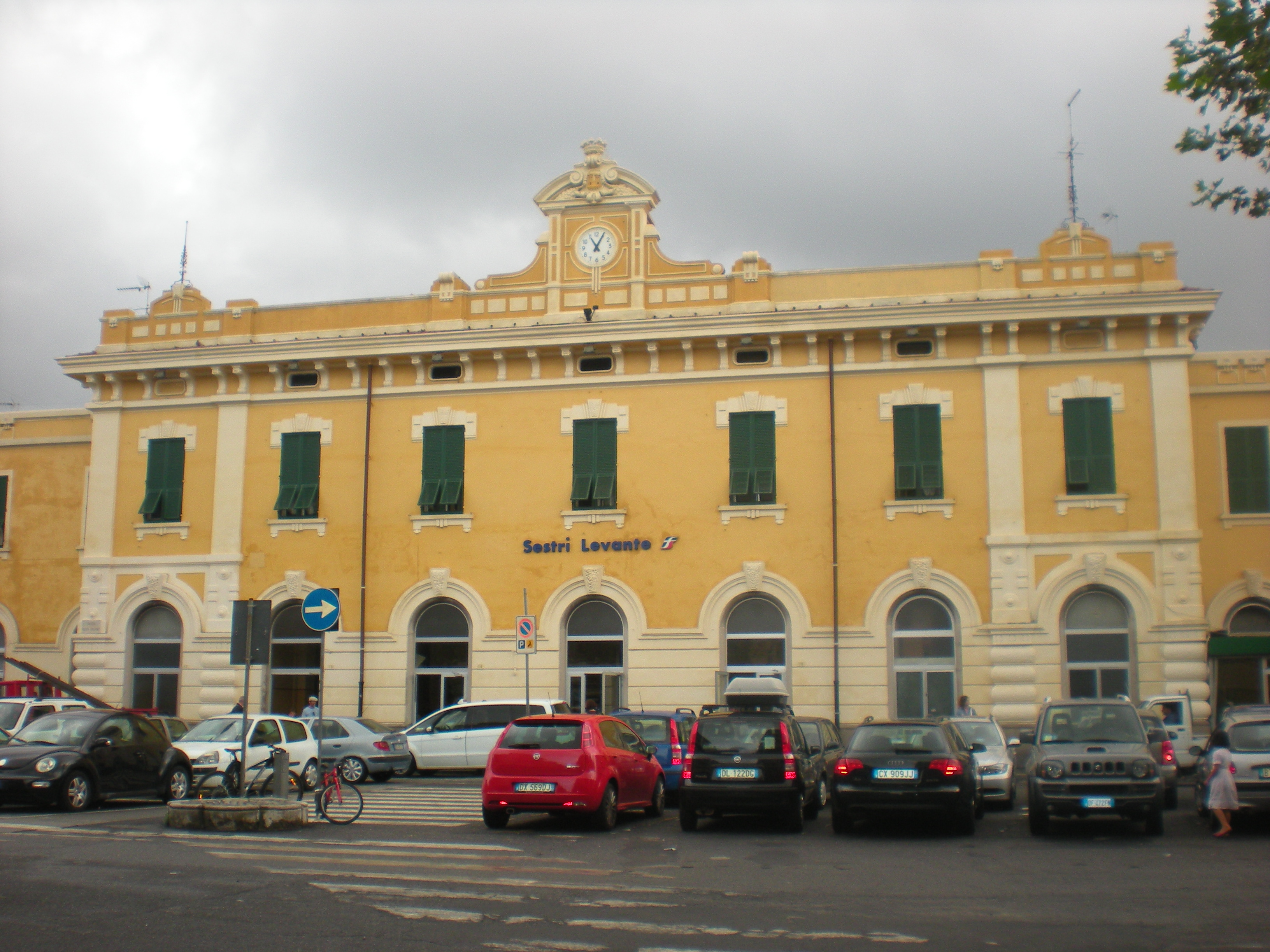
Bahnhof Sestri Levante

## Verkehr
Sestri Levante hat einen Bahnhof, der an der Bahnstrecke Pisa–Genova liegt. Da die Bahnstrecke mit dem zweigleisigen Ausbau im Bereich von Sestri Levante verlegt wurde, wurde 1926 ein neuer Bahnhof eröffnet, der den bisherigen ersetzte und bis heute besteht. Er wird von InterCitys (IC) und Regionalzügen (R) bedient. Die InterCity-Linie Milano Centrale – Genova Piazza Principe – Sestri Levante – La Spezia Centrale (– Pisa Centrale – Livorno Centrale (– Grosseto)) hält im Zweistundentakt mit einzelnen Taktlücken. Außerdem verkehren zwei Zugpaare der InterCity-Linie Torino Porta Nuova – Genova Piazza Principe – Sestri Levante – La Spezia Centrale – Pisa Centrale – Livorno Centrale (– Grosseto – Roma Termini – Napoli Centrale – Salerno).

## Städtepartnerschaft
Partnerstadt von Sestri Levante ist Dole in der französischen Region Bourgogne-Franche-Comté.

## In Sestri Levante geboren
- Luigi Lambruschini (1776–1854), Kardinal
- Carlo Bo (1911–2001), Professor für französische Literatur und Literaturkritiker, Senator
- Guido Stagnaro (1925–2021), Regisseur, Drehbuchautor und Schriftsteller
- Giacomo Bozzano (1933–2008), Boxer